# カンダラクシャ
カンダラクシャ（Кандалакша; Kandalaksha）はロシア連邦ムルマンスク州南西部の都市。白海に面するカンダラクシャ湾に臨む。面積は1.44万km2。人口は3万2636人(2016年)。地方の人口の72%が市に住む。ムルマンスク市から南に277km。北緯67度10分、東経32度25分。付近に市の管理下にある集落セレノボルスキ（人口7,500人）がある。また、近隣の村落コヴダには、1705年に建設されたニコライ教会がある。

## 歴史
11世紀頃から集落が存在していたことが知られている。
13世紀には、コラ半島の南部とともに、ノヴゴロド公国の一部となった。
1478年にモスクワ大公国に編入される。
16世紀から17世紀にかけて修道院があった。
1590年にスウェーデン軍によって破壊された。
1855年には再びイギリス軍によって破壊された。
1915年に港の建設が始まった。
1918年にはレニングラードとムルマンスクを結ぶ鉄道が町を通るようになった。
1927年、新設されたカンダクスカヤ郷の中心地になった。
1932年6月1日、都市型集落の地位を得た。
1938年4月20日、町の地位を得た。
1940年2月9日、カンダラクスカヤ郷から分離された。
1941年7月、ドイツが北極狐作戦でカンダラクシャを攻略してキロヴ鉄道を遮断しようとしたが、失敗した。
1959年5月19日、最高会議はカンダラクスカヤ郷とカンダラクシャ町を合併する事を決定した。
1995年、数km南のベロイェ・モレ近郊のヴィティノ給油港が稼働し始めた。
2008年12月、市長のニナ・ヴァーラモヴァが殺害された。

## 産業
木材加工や機械製造が中心。アルミニウム精錬工場や魚の加工工場がある。

## 姉妹都市
- ケミヤルヴィ(フィンランド)
- ピーテオ(スウェーデン)